# Municipio de White Earth (Dakota del Norte)
El municipio de White Earth (en inglés: White Earth Township) es un municipio ubicado en el condado de Mountrail en el estado estadounidense de Dakota del Norte. En el año 2010 tenía una población de 58 habitantes y una densidad poblacional de 0,65 personas por km².

## Geografía
El municipio de White Earth se encuentra ubicado en las coordenadas 48°25′1″N 102°49′19″O / 48.41694, -102.82194. Según la Oficina del Censo de los Estados Unidos, el municipio tiene una superficie total de 89.11 km², de la cual 88,91 km² corresponden a tierra firme y (0,22 %) 0,19 km² es agua.

## Demografía
Según el censo de 2010, había 58 personas residiendo en el municipio de White Earth. La densidad de población era de 0,65 hab./km². De los 58 habitantes, el municipio de White Earth estaba compuesto por el 100 % blancos. Del total de la población el 0 % eran hispanos o latinos de cualquier raza.